# Ergebnisse der Kommunalwahlen in Schweinfurt
In den folgenden Listen werden die Ergebnisse der Kommunalwahlen in Schweinfurt aufgelistet. Es werden die Stimmenergebnisse der Stadtratswahlen seit 1946 und die Sitzverteilung seit 1996 angegeben.
Es werden nur diejenigen Parteien und Wählergruppen aufgelistet, die bei wenigstens einer Wahl mindestens zwei Prozent der gültigen Stimmen erhalten haben. Bei mehrmaligem Überschreiten dieser Grenze werden auch Ergebnisse ab einem Prozent aufgeführt.

## Parteien
- BHE: Bund der Heimatvertriebenen und Entrechteten
- BP: Bayernpartei
  - 1952 gemeinsam mit CSU und FDP.
- CSU: Christlich-Soziale Union in Bayern
  - 1952 gemeinsam mit BP und FDP.
- DKP: Deutsche Kommunistische Partei
- FDP: Freie Demokratische Partei
  - 1952 gemeinsam mit BP und CSU.
  - 1996–2008 als: FDP/Freie Bürger
- Grüne: Bündnis 90/Die Grünen
  - 1996–2002 als: Grüne/Offene Liste
- KPD: Kommunistische Partei Deutschlands
- Linke: Die Linke
- NPD: Nationaldemokratische Partei Deutschlands
- REP: Die Republikaner
- SPD: Sozialdemokratische Partei Deutschlands
- WAV: Wirtschaftliche Aufbau-Vereinigung

## Wählergruppen
- FBU: Freie Bürger Union
- prosw: proschweinfurt
- Pvu: Politik von unten
- SW-Liste: Schweinfurter Liste-FREIE WÄHLER, Stadtverband Schweinfurt

## Abkürzungen
- unbek.: unbekannt
- Wbt.: Wahlbeteiligung

## Stadtratswahlen 1946–1984
Stimmenanteile der Parteien in Prozent
| Jahr | Wbt.  | SPD   | CSU      | FDP      | NPD  | KPD / DKP | BHE  | BP       | WAV  | Sonstige |
| ---- | ----- | ----- | -------- | -------- | ---- | --------- | ---- | -------- | ---- | -------- |
| 1946 | 86,74 | 45,78 | 38,58    | -        | -    | 10,00     | -    | -        | 5,64 | -        |
| 1948 | 77,77 | 41,13 | 27,22    | 4,89     | -    | 8,89      | -    | 10,80    | 4,13 | 2,94     |
| 1952 | 84,90 | 48,19 | Sonstige | Sonstige | -    | 3,68      | 3,03 | Sonstige | -    | 45,10    |
| 1956 | 86,65 | 57,92 | 29,21    | 5,93     | -    | 1,29      | 1,90 | 1,85     | -    | 1,89     |
| 1960 | 85,89 | 57,99 | 32,71    | 6,27     | -    | -         | -    | -        | -    | 3,03     |
| 1966 | 77,40 | 56,97 | 34,75    | 5,60     | 2,69 | -         | -    | -        | -    | -        |
| 1972 | 74,23 | 57,00 | 38,75    | 2,35     | 1,12 | 0,78      | -    | -        | -    | -        |
| 1978 | 73,70 | 48,50 | 46,75    | 3,06     | 1,16 | 0,53      | -    | -        | -    | -        |
| 1984 | 72,15 | 56,72 | 39,49    | 2,67     | 1,09 | -         | -    | -        | -    | -        |

## Stadtratswahlen seit 1990
Stimmenanteile der Parteien in Prozent
| Jahr | Wbt.  | CSU   | SPD   | Grüne | AfD  | Freie Wähler | Linke | Zukunft/ÖDP | prosw | FDP  | SW-Liste | REP  | FBU  | Sonstige |
| ---- | ----- | ----- | ----- | ----- | ---- | ------------ | ----- | ----------- | ----- | ---- | -------- | ---- | ---- | -------- |
| 1990 | 72,06 | 36,16 | 49,05 | 3,56  | -    | -            | -     | -           | -     | 4,11 | -        | 5,93 | -    | 11,191   |
| 1996 | 64,57 | 44,87 | 35,61 | 5,83  | -    | -            | -     | -           | -     | 2,79 | -        | 5,12 | 5,78 | -        |
| 2002 | 54,43 | 40,79 | 28,24 | 3,57  | -    | -            | -     | -           | -     | 2,67 | 15,38    | 4,42 | 4,93 | -        |
| 2008 | 45,12 | 37,85 | 20,93 | 4,92  | -    | -            | 8,60  | -           | 6,43  | 3,26 | 9,67     | 4,02 | 4,32 | -        |
| 2014 | 42,65 | 48,01 | 23,10 | 6,16  | -    | -            | 7,23  | -           | 4,28  | 1,52 | 7,15     | 2,55 | -    | -        |
| 2020 | 45,11 | 38,16 | 17,56 | 14,23 | 8,35 | 7,17         | 5,95  | 3,20        | 2,81  | 2,57 | -        | -    | -    | -        |

Fußnoten
1 1990: Politik von unten.
Sitzverteilung seit 1996
Die folgende Aufstellung gibt die Sitzverteilung an, die sich aus dem jeweiligen Wahlergebnis ergeben hat.
| Jahr | Gesamt | CSU | SPD | Grüne | AfD | Freie Wähler | Linke | Zukunft/ÖDP | prosw | FDP | SW-Liste | REP | FBU |
| ---- | ------ | --- | --- | ----- | --- | ------------ | ----- | ----------- | ----- | --- | -------- | --- | --- |
| 1990 | 441    | 16  | 23  | 2     | -   | -            | -     | -           | -     | 1   | -        | 2   | -   |
| 1996 | 441    | 21  | 16  | 2     | -   | -            | -     | -           | -     | 1   | -        | 2   | 2   |
| 2002 | 441    | 18  | 13  | 1     | -   | -            | -     | -           | -     | 1   | 7        | 2   | 2   |
| 2008 | 441    | 18  | 9   | 2     | -   | -            | 4     | -           | 3     | 1   | 4        | 1   | 2   |
| 2014 | 441    | 21  | 10  | 3     | -   | -            | 3     | -           | 2     | 1   | 3        | 1   | -   |
| 2020 | 441    | 17  | 8   | 6     | 4   | 3            | 3     | 1           | 1     | 1   | -        | -   | -   |

Fußnoten
1 Dem Gremium „Stadtrat“ gehört neben den Stadträten auch noch der Oberbürgermeister an, der seit 1992 von der CSU gestellt wird.